# Bockwindmühle Elsterwerda
Die Bockwindmühle Elsterwerda ist ein technisches Denkmal im Gewerbegebiet-Ost der brandenburgischen Stadt Elsterwerda, in unmittelbarer Nähe des 2007 entstandenen Miniaturen- und Erlebnisparks unweit der Schwarzen Elster. Sie ist die letzte in der Stadt erhaltene Bockwindmühle. Im Innenraum befindet sich eine Schauanlage mit Gefäßen, Erzeugnissen und Handwerkszeug aus dem Alltag des Mühlenbetriebes.

## Technische Daten

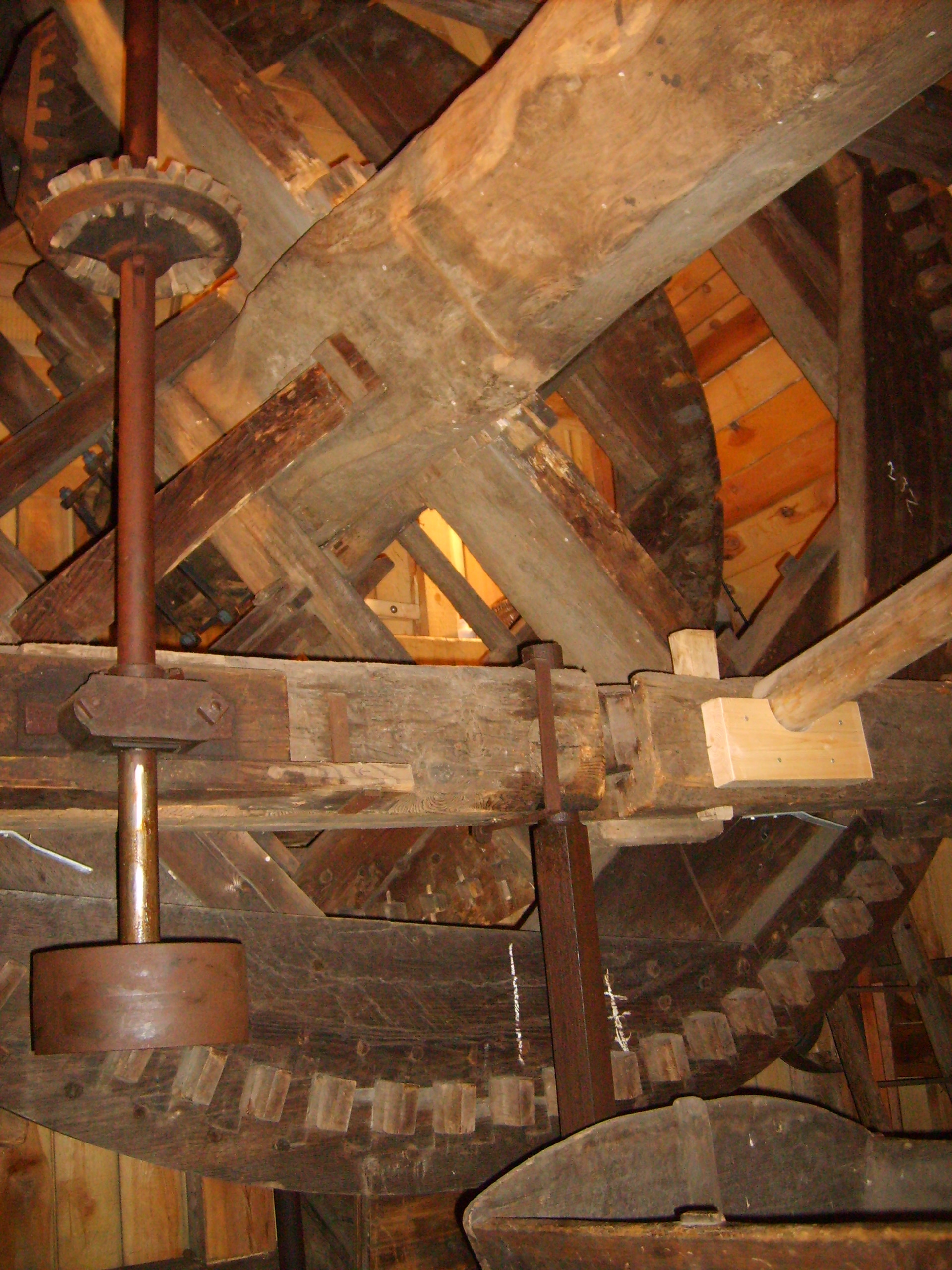
Kammrad der Mühle

- Gesamthöhe der Bockwindmühle: ca. 12 m
- Breite des Mühlengebäudes: 5 m
- Tiefe o. Länge des Mühlengebäudes: 6 m
- Gewicht der Mühle: 30 t
- Hausbaum: 5,5 m hoch

Durchmesser des Hausbaums über Sattel: 650 mm
Hausbaum bis zum Sattel: 760 mm
- Rutenwelle:

Gewicht: 3,2 t
Länge: 6400 mm
Größter Durchmesser: 600 mm
- Kammrad-Durchmesser: 3470 mm
- Sterzlänge: 12 m
- Länge der Windmühlenflügel: 8 m

### Gewichte der Mahlsteine
- 2 Bodensteine: je 200 kg
- 2 Läufersteine: je 300 kg
- Mahlsteine des Spitzganges: 75 kg

### Leistung
Bei sehr guten Windverhältnissen erzeugten die Windmühlenflügel eine Leistung von 10 bis 20 PS, und es konnte bei einer achtstündigen Arbeitszeit eine halbe Tonne Mehl gemahlen werden. Ab 1918 wurde die Mühle von einem 15-PS-Elektromotor angetrieben.

## Aufbau der Bockwindmühle
| Aufbau der Bockwindmühle | - 1 Bockgerüst - 2 Treppe und Feise - 3 Sterz - 4 Kammrad - 5 Flügelkreuz - 6 Hausbaum - 7 Mehlbalken - 8 Steinboden - 9 Mehlboden - 10 Sattel |
| Aufbau der Bockwindmühle | |

## Geschichte
Die Elsterwerdaer Bockwindmühle wurde 1804 das erste Mal erwähnt und befand sich damals in der Nähe der heute zu Schönborn gehörenden Gemeinde Gruhno. 1843 kaufte der Besitzer der Buschmühle bei Doberlug Johann Friedrich August Jentzsch die Mühle und ließ sie in die Nähe der Buschmühle umsetzen, in deren Bereich bereits drei Bockwindmühlen arbeiteten.
Auf seiner Gesellenwalz lernte der Müller Julius Jentzsch  um 1860 die Tochter des Elsterwerdaer Großgärtners Karl Gottlob Gottschalk, Wilhelmine, kennen und lieben. Am 3. Februar 1863 heirateten beide in der Elsterwerdaer Stadtkirche und lebten anschließend drei Jahre in der Buschmühle. 1866 wurde die Mühle auf Bitten der unter Heimweh leidenden Wilhelmine abgebaut und auf der Feldflur westlich der Stadt Elsterwerda in der Nähe des später entstandenen Bahnhofs aufgebaut. Um die Mühle war damals freie Landschaft, und das nächstgelegene Gebäude war das Schießhaus und spätere Gesellschaftshaus Hoppens.
Vier Pferdegespanne sollen damals je 15 Mal zwischen Doberlug und Elsterwerda gefahren sein, um die in alle Einzelteile zerlegte Mühle an den neuen Standort zu transportieren. Zweimal in der Woche zogen diese Trecks mit den Mühlenteilen nach Elsterwerda, wobei jedes Fuhrwerk für eine Strecke ungefähr sieben Stunden benötigte, so dass sich die Transporte bis zu acht Wochen hinzogen. Das Richtfest wurde zünftig gefeiert. Nach reichlichem Genuss von Alkohol kletterte ein Zeugarbeiter ins Dreiangel der Mühle und rief: 
Himmel und Erde vergehen, doch ich werde immer auf meiner Leiter stehen!
Er verlor das Gleichgewicht und stürzte ab. Dabei kam er aber mit dem Schrecken davon.
Mit dem Bau der Mühle wurde auch ein Wohnhaus am Standort des späteren Lokschuppens für die Familie errichtet. Es wurde 1880 an die Preußisch-Sächsische Eisenbahn verkauft, welche es für die Übernachtungen ihrer Beschäftigten nutzte. Am 11. Juni 1892 schlug ein Blitz in die Mühle ein, spaltete einen Flügel und richtete Schäden innerhalb des Bauwerks an. Das entstehende Feuer konnte durch den Mühlenknappen rasch unterdrückt werden.

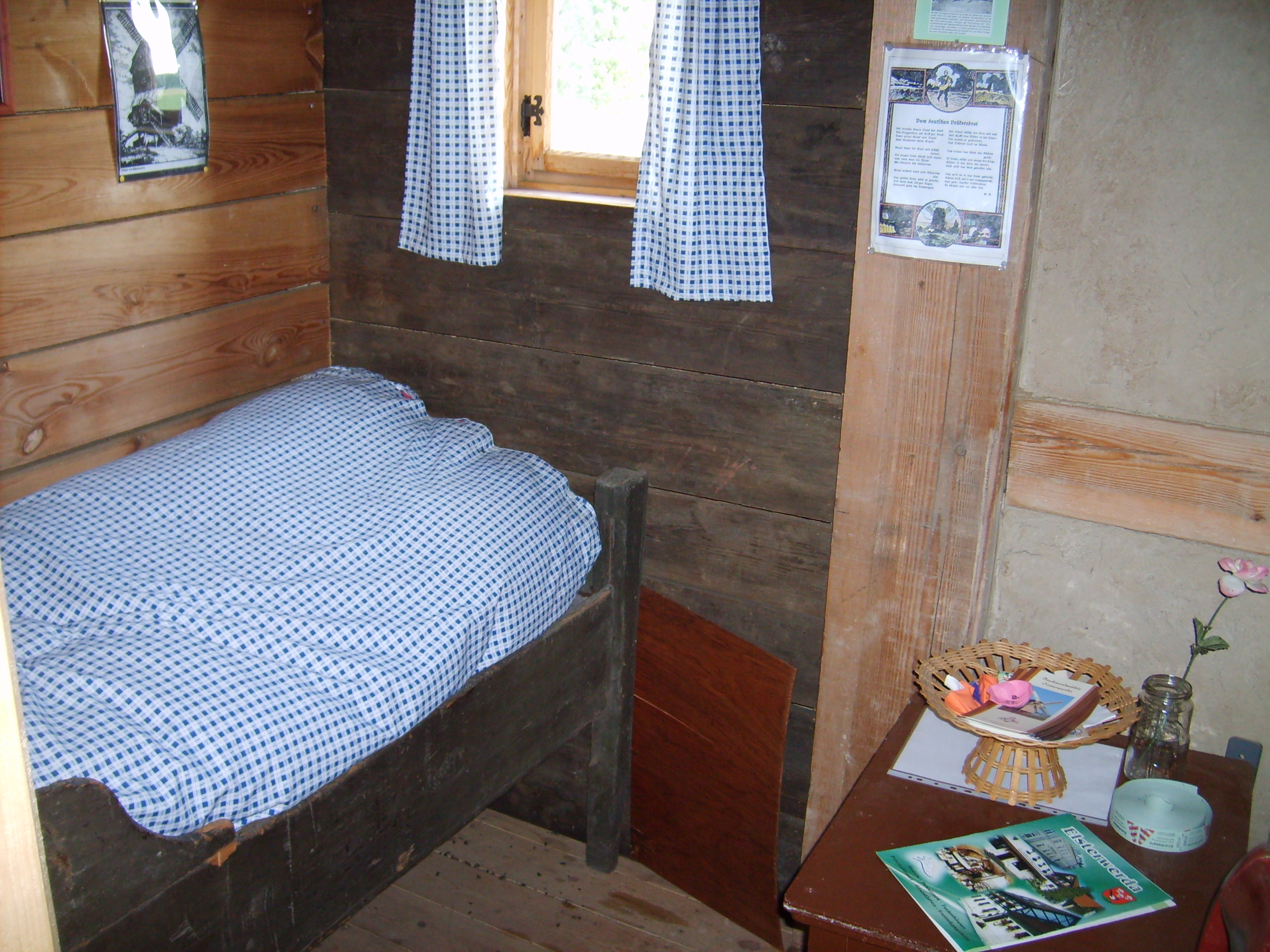
Schlafkammer mit dem nur 1,60 m langen Bett der Mühle

Im Jahr 1897 übernahm der Sohn Reinhold Jentzsch die Mühle, und bis etwa 1900 wohnte ein Müllergeselle darin. 1905 starb Julius Jentzsch im Alter von 70 Jahren in Elsterwerda. Am Ende des Ersten Weltkrieges 1918 wurden in die Mühle ein 10 kW-Elektromotor eingebaut und gleichzeitig technische Modernisierungen vorgenommen. Die Windflügel, nun nicht mehr benötigt und im Laufe der Zeit von Wind und Wetter beschädigt, wurden abgetragen. Im Jahr 1919 erbte der 1896 geborene Sohn Heinrich Berthold Jentzsch die Mühle; seine einzige Tochter, Ilse, starb 1942 plötzlich im Alter von 15 Jahren.
Am 18. April 1945 geriet die Mühle durch Bordkanoneneinschläge eines Tieffliegerangriffs in Brand. Zu Hilfe kommende Eisenbahner löschten das Feuer aber rasch. Den Bombenangriff am folgenden Tag, welchem auch der in der Nähe liegende Lokschuppen zum Opfer fiel, überstand die Mühle ebenfalls. 1958 wurde die Mühle angehalten und nicht mehr genutzt. In den folgenden Jahren zerfiel sie immer mehr. 1970 verkaufte Berthold Jentzsch das Anwesen.
Erste Versuche zur Erhaltung der Bockwindmühle begannen in den 1970er Jahren. Aber erst nach der Wende kam Bewegung in das Vorhaben. 1990 verfassten Heimatfreunde ein Schreiben an den Kreisdenkmalpfleger, um damit Mittel zur Rekonstruktion zu erbitten. Da die Mühle dem Eigentümer des Grundstücks für ein Bauvorhaben im Weg stand, gab es einen Vertrag zwischen ihm und dem Naturpark Niederlausitzer Heidelandschaft, welcher die Mühle bis April 1992 nach Plessa umsetzen wollte. Das Vorhaben scheiterte allerdings, so dass die Mühle im Mai 1992 nach Golßen verkauft wurde.
Ein Protestschreiben des Heimatvereins Elsterwerda an das Ministerium hatte anschließend Erfolg, und die Mühle blieb aus Gründen des Denkmalschutzes in Elsterwerda. Im gleichen Jahr gründete sich die Interessengemeinschaft Mühle, es wurden Spendenlisten ausgelegt und ein Spendenkonto eingerichtet. Ein neuer Standort fand sich schließlich in der Nähe der Furtbrückenwiese, wo sich Horst Kögler bereiterklärte, sein Land als neuen Standort zur Verfügung zu stellen. Einen Moment des Schreckens gab es am 20. November 1997, als auf dem benachbarten Bahnhof ein Kesselwagenzug entgleiste und explodierte. Der auf dem Grundstück des ehemaligen Wohngebäudes der Mühle errichtete Lokschuppen wirkte glücklicherweise wie ein Schutzschild für die Mühle und die in der Nähe befindlichen Wohnblöcke, wurde aber seinerseits bei dem Brand schwer beschädigt und musste später abgerissen werden.
Am 27. Juni 2000 erteilte der Landrat des Landkreises Elbe-Elster die Erlaubnis zur Umsetzung der Bockwindmühle, und die Mühle konnte Stück für Stück abgetragen werden. Alle noch brauchbaren Teile wurden registriert und an verschiedenen Stellen eingelagert. 2002 wurden die beantragten Fördermittel bewilligt und die Mühle am neuen Standort durch die Fa. DDK aus Haida wieder aufgebaut. Ab November 2002 wurde für die Bodenplatte die Baugrube ausgehoben und ein aus Gründen der Grundwasserhaltung erforderliches vier Meter hohes Betonkreuz gegossen, auf das die Bockwindmühle gestgellt wurde. Der Mühlenbaumeister Düntzsch aus Riesa fertigte vier neue Windflügel. Am 15. August 2003 fand das Richtfest statt, und die Mühle wurde am 20. März 2004 dem Heimatverein zur Nutzung und Pflege übergeben.

## Ausstellung historischer landwirtschaftlicher Geräte
Die Feldscheune der Familie Kögler neben der Mühle wurde zu einem kleinen Bauernmuseum ausgebaut. Sie beherbergt historische landwirtschaftliche Geräte, welche auf Wunsch besichtigt oder vorgeführt werden können.

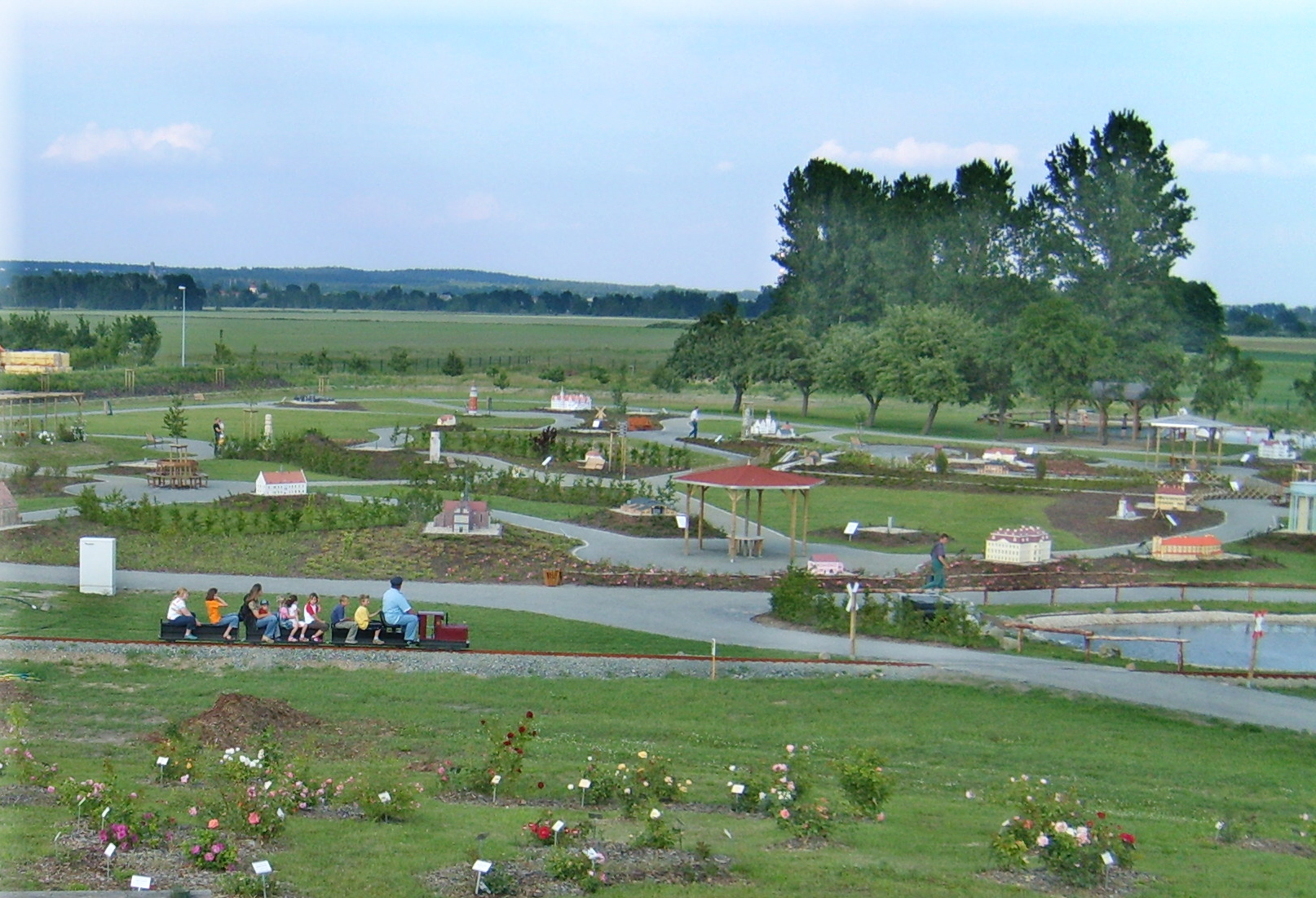
Blick auf den Miniaturenpark

## Erlebnis- und Miniaturenpark Elsterwerda
In unmittelbarer Nähe eröffnete am 6. April 2007 neben der Bockwindmühle der 30.000 m2 große Erlebnis- und Miniaturenpark Elsterwerda und bietet neben maßstabgetreuen Miniaturen von Sehenswürdigkeiten der Region ein Rosarium mit ca. 500 verschiedenen Rosensorten, eine 400 m2 große LGB-Gartenbahnanlage, eine 680 m lange Parkeisenbahn mit 7¼ Zoll Spurweite, einen Mini-Lausitzring mit einer 170 m langen Rennstrecke für Modellautos, Abenteuerritterburg u. v. m. Die inzwischen sehr zahlreichen Modelle von Lausitzer Bauwerken und Parks werden häufig von Teilnehmern aus Jobcenter-Maßnahmen hergestellt oder sie sind Geschenke von Förderern.

## Touristische Anbindung
Elsterwerda befindet sich an den Bundesstraßen 101 und 169, sowie an den Eisenbahnstrecken Ruhland-Falkenberg/Elster, Dresden-Berlin und Elsterwerda-Riesa. Mehrere Radwege verbinden die Bockwindmühle mit den sich im Umland befindlichen Sehenswürdigkeiten, dem Naturpark Niederlausitzer Heidelandschaft und dem angrenzenden Schradenland. So führt mit der 2007 eröffneten Tour Brandenburg auch der mit 1.111 Kilometern längste Radfernweg Deutschlands durch die Stadt. Weitere Radrouten sind der Fürst-Pückler-Weg, der 108 km lange Schwarze-Elster-Radweg und die 2007 eröffnete Route Kohle-Wind & Wasser, ein 250 km langer energiehistorischer Streifzug mit 14 Stationen durch das Elbe-Elster-Land.

## Ehemalige Mühlen des heutigen Stadtgebietes von Elsterwerda
- Stadt Elsterwerda

Hier soll es außer der Bockwindmühle noch eine Mühle der Fa. Heinrich & Klotsche gegeben haben, welche noch nach dem Zweiten Weltkrieg arbeitete und Ende der 1950er Jahre stillgelegt wurde. Außerdem gab es hier noch die Ölmühle von Fritz Täschner.
- Biehla

1764 werden hier drei Wassermühlen als Bestandteil des Kammergutes Elsterwerdas erwähnt. Die Ober-, Mittel- und Untermühle sollen jeweils 4 Gänge besessen haben. Die Obermühle soll mit einem Durchmesser von 12 m das größte oberschlächtige Mühlrad der Provinz Sachsen besessen haben.
- Kraupa

Das Dorf soll bis nach dem Zweiten Weltkrieg eine Wassermühle mit einem oberschlächtigen Wasserrad besessen haben.
- Kotschka

Hier gab es ebenfalls eine Windmühle.
- Krauschütz

Der Ort besaß um 1900 eine Bockwindmühle, welche als Hammermühle arbeitete und 1949 nach Mückenberg umgesetzt wurde.